# (11254) Konkohekisui
(11254) Konkohekisui est un astéroïde de la ceinture principale.

## Description
(11254) Konkohekisui est un astéroïde de la ceinture principale. Il fut découvert le 18 février 1977 à Kiso par Hiroki Kosai et Kiichiro Hurukawa. Il présente une orbite caractérisée par un demi-grand axe de 2,46 UA, une excentricité de 0,18 et une inclinaison de 5,6° par rapport à l'écliptique.

## Compléments